# 似铜鮈
似铜鮈（学名：Gobio coriparoides）为輻鰭魚綱鯉形目鲤科鮈属的鱼类，是中国的特有物种。分布于黄河水系等，體長可達12.4公分。该物种的模式产地在山西。